# Roberto Dal Prà
Roberto Dal Prà, né le 23 juin 1952 à Rome, est un dessinateur et scénariste de bande dessinée et directeur éditorial italien spécialisé dans les récits réalistes. Plusieurs de ses séries ont été traduites en français.

## Récompenses et distinctions
- 1986 :  Prix Yellow-Kid de l'auteur italien, pour l'ensemble de son œuvre